# Oswaldo Minci
Oswaldo Minci, né le 14 avril 1924 à Algrange dans le département de la Moselle et mort le 26 novembre 1978 à Moyeuvre-Grande, est un  footballeur français.
Il évolue au poste de milieu de terrain au Stade rennais UC puis au FC Nantes de la fin des années 1940 au milieu des années 1950.

## Biographie

### Jeunesse et formation
Oswaldo Minci naît le 14 avril 1924 à Algrange (Moselle) de parents italiens. Footballeur, il évolue au poste de milieu de terrain.

### Carrière professionnelle
Il joue pour le Stade morlaisien, en Bretagne, dans les années 1940. Il est engagé en 1948, à l'âge de 24 ans, par le principal club de la région : le Stade rennais. Il y reste deux saisons, totalisant 42 matchs de Division 1. En février 1950, il inscrit un doublé en championnat face à l'équipe du SO Montpellier.
Il s'engage par la suite avec le jeune FC Nantes. Cette expérience n'est cependant pas couronnée de réussite puisque les « Canaris » ne parviennent pas à s'extirper de la Division 2. Il meurt à Algrange le 26 novembre 1978.